# ノヴィグラード (イストラ郡)
ノヴィグラード （Novigrad 、イタリア語: Cittanovaまたは Cittanova d'Istria ） はクロアチア西部イストラ郡の町、基礎自治体。クロアチアにはノヴィグラードと名づけられた同名の町が3つあるため、特に Novigrad Istarski とも呼ばれる（ノヴィ・グラードの曖昧さ回避ページ）。

## 歴史
古代ローマのヴィラを発祥とし、4-7世紀にかけて次第に町として発展していったものと考えられている。ノヴィグラードが最初に文書に現れたのは6世紀のグレゴリウス1世の手紙においてであった。墳墓の遺跡から7世紀にはスラブ人の入植があったものと見られる。8世紀末から9世紀初頭にかけてはフランク王国のカール大帝による統治を受けた。ヴェネツィア共和国が勢力を伸ばすと従属した。13世紀から19世紀までは伝染病と戦争により打撃をうけ、特に16世紀と17世紀には町はほぼ過疎化していた。19世紀後半から復興が始まり、20世紀には2つの世界大戦を経験したが、20世紀後半にはリゾート地として発展した。

## 人口
2011年の国勢調査によれば、ノヴィグラードは総計4,345（市街地には2,622人）の人口を数える。人種別で見るとクロアチア人が66.42%を占め、以下イタリア人が10.20%、アルバニア人3.36%、セルビア人2.83%、スロベニア人2.09%と続く。表「#ノヴィグラードの人口推移」も参照。